# Enyalius bilineatus
Espèce
Synonymes
- Enyalus bilineatus Duméril & Bibron, 1837

Enyalius bilineatus est une espèce de sauriens de la famille des Leiosauridae.

## Répartition
Cette espèce est endémique du Brésil. Elle se rencontre dans les États d'Espírito Santo, du Minas Gerais et du District fédéral.

## Publication originale
- Duméril & Bibron, 1837 : Erpétologie Générale ou Histoire Naturelle Complète des Reptiles. Librairie. Encyclopédique Roret, Paris, vol. 4, p. 1-570 (texte intégral).